# Joakim Santesson
Joakim "Kim" Santesson, folkbokförd Albert Joachim Santesson, född 2 juni 1946, död 21 juni 2014, var en svensk läkare och entreprenör.
Han var son till bokförläggaren Albert Bonnier Jr genom hans utomäktenskapliga relation med Damernas Världs dåvarande chefredaktör Mai Santesson.
Joakim Santesson studerade till läkare och fick sin legitimation 1971, blev docent i anestesiologi 1977 och startade bland annat Vaccinationscentralerna, Synpunkten, Gentros, Cityakuten och City Dental.
Han var 1966–1988 gift med Marie-José Palmari (född 1945) och fick en dotter (född 1966) och två söner (födda 1969 och 1976). Andra gången var han gift 1994–2001 med Sylvia Dovlén (född 1957), med vilken han fick en son (född 1988).